# Antonio Balmón
Antonio Balmón (Barcelona, 3 de enero de 1960) es el actual alcalde de Cornellá de Llobregat.

## Biografía
Antonio Balmón nació en Barcelona el 3 de enero de 1960, dos años después sus padres se trasladan de San Baudilio de Llobregat al barrio de San Ildefonso de Cornellá. Durante el periodo franquista formó parte de diversas organizaciones de izquierdas, vinculado al movimiento estudiantil y asociativo juvenil de Cornellá.
Balmón cursa estudios de sociología en el Institut Catòlic d’Estudis Socials de Barcelona.

## Trayectoria política
Se afilia al Partit dels Socialistes de Catalunya (PSC) en 1981, iniciando una trayectoria política vinculada sobre todo a la ciudad de Cornellá y a la comarca del Bajo Llobregat.
En 1982 se convirtió en Primer Secretario del PSC de Cornellá, un año más tarde se incorpora a la Ejecutiva de la Federación del PSC del Bajo Llobregat, asumiendo responsabilidades en el área de política municipal, después como Secretario de Organización y Finanzas, para convertirse más tarde en octubre de 2004, en Primer Secretario de esta Federación hasta el mes de febrero de 2012.
A nivel nacional, Balmón es miembro del Consell Nacional del PSC desde 1994. En el congreso de diciembre de 2011 es escogido Secretario de Acción Política de la ejecutiva nacional del PSC. Desde el congreso extraordinario de julio de 2014 continúa siendo miembro de la ejecutiva nacional como Secretario de Coordinación Institucional.
En el ámbito de la política Municipal fue Jefe del Gabinete de la Alcaldía del Ayuntamiento de Gavá y en 1987 fue escogido regidor del Ayuntamiento de Cornellá, ocupando responsabilididades de organización, planificación e impulso de la actividad municipal.

### Alcalde de Cornellá de Llobregat
En abril de 2004 es nombrado Alcalde de Cornellá de Llobregat, sustituyendo a José Montilla, expresidente de la Generalidad de Cataluña. Antonio Balmón también ha ocupado responsabilidades en el Consejo Comarcal del Bajo Llobregat, desempeñando inicialmente la responsabilidad de Interior y Hacienda, y más tarde la de Consejero de Política Territorial y Transporte.
Encabezó la lista del PSC a las elecciones municipales de 2007 obteniendo la victoria con 16 concejales sobre 25, la revalidó en las elecciones municipales de mayo de 2011 (con 14 concejales de 25), en las elecciones municipales de mayo de 2015 (11 concejales de 25), y en las elecciones municipales de mayo de 2019 (14 concejales de 25).
Desde 2007 es Vicepresidente ejecutivo primero de la Mancomunidad de Municipios del Área Metropolitana de Barcelona. En julio de 2011, de acuerdo con la Ley aprobada por unanimidad en el Parlamento de Cataluña el 27 de julio de 2010, se crea la nueva Área Metropolitana de Barcelona (AMB), de la que Balmón pasa a ser Vicepresidente Ejecutivo. Mantiene este cargo después de la renovación de la institución posterior a las elecciones municipales de 2011, 2015 y 2019. Actualmente, dirige también el área de Administración y Territorio de la AMB.